# Eremochroa alphitias
Eremochroa alphitias là một loài bướm đêm thuộc họ Noctuidae. Loài này có ở Lãnh thổ Thủ đô Úc, New South Wales, Bắc Úc, Queensland, Nam Úc và Victoria.
Sải cánh dài khoảng 20 mm. Con trưởng thành có cánh trước màu nâu nhạt và cánh sau nhạt màu hơn.